# John Aislabie
Pour les articles homonymes, voir Aislabie.
John Aislabie ou Aslabie ( / eɪ z l ə b i / 4 décembre 1670 - 18 juin 1742) est un homme politique britannique qui siège à la Chambre des communes de 1695 à 1721. Il est chancelier de l'échiquier à l'époque de la bulle de la mer du Sud et son implication dans la société conduit à sa démission et à son déshonneur. 

## Biographie

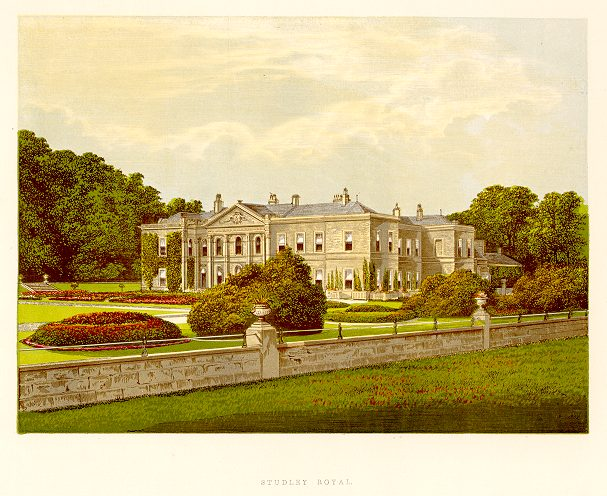
Studley Royal (1880)

La famille d'Aislabie est à l'origine des agriculteurs yeomans qui vivent à Hemingbrough. Son père, George Aislebie, se marie dans la très influente famille Mallory, avec Mary Mallory, fille de Sir John Mallory, de Studley Royal. Il est admis au St. John's College de Cambridge en 1687 et à Trinity Hall de Cambridge en 1692 . Il hérite du domaine Studley de la famille de sa mère en 1693 et commence à développer sérieusement le jardin vers 1716. Il est le premier en Angleterre à introduire l'aménagement paysager naturel et crée le jardin aquatique à Studley Royal. (Son fils William Aislabie ajoute les ruines de l'abbaye de Fountains au domaine).

## Carrière politique
Il est élu député de Ripon en 1695, apparemment sous prétexte qu'il est conservateur, bien que ses opinions politiques soient quelque peu floues. Il est plus actif en politique à partir de 1704, en particulier sur l'économie. Il finit par s'associer aux Country Whigs. Sous le haut patronage de Robert Harley, il est nommé Lord de l'amirauté à partir de 1710 sous l'administration conservatrice. Cette nomination s'avère précaire, car les sympathies whig d'Aislabie se manifestent lors de votes contre le gouvernement. 
Lorsque les Whigs reprennent le pouvoir en 1714, il est nommé trésorier de la marine. Il devient un allié du comte de Sunderland, devenu premier ministre en 1718, qui le nomme au poste de chancelier de l'Échiquier. Lorsque, en 1719, la Compagnie de la mer du Sud propose un accord en vue de reprendre la dette nationale en échange d'obligations d'État, Aislabie en est un fervent partisan, négocie le contrat et pilote le projet de loi à la Chambre des communes. La compagnie de la mer du Sud a été construite sur des attentes élevées qu’elle ne pourra jamais satisfaire et elle s’effondre en août 1720. Une enquête du Parlement révèle qu'Aislabie a reçu 20 000 £ d'actions de la société en échange de sa promotion du programme. Il démissionne de l’Échiquier en janvier 1721 et, en mars, est déclaré coupable par la Chambre des Communes de "la corruption la plus notoire, la plus dangereuse et la plus infâme". Il est expulsé de la chambre, retiré du Conseil privé et emprisonné dans la tour de Londres. 
Après sa libération de prison, il se retire dans son domaine et poursuit le développement des jardins. L'obélisque de la place du marché, Ripon, le premier en Angleterre, est fourni par John Aislabie en 1702. En 1723, Aislabie construit la maison de l'abbaye de Waverley sur le site de l'ancienne abbaye cistercienne de Waverley dans le Surrey . 
Le fils de John, William Aislabie (1700-1781), siège également au Parlement pour la circonscription de Ripon.